# Bobby Allen
Robert Paul Allen, dit Bobby Allen (né le 14 novembre 1978 à Weymouth, dans l'État du Massachusetts aux États-Unis) est un joueur professionnel américain de hockey sur glace. Il évoluait au poste de défenseur.

## Carrière de joueur
Il a joué au niveau universitaire avec les Eagles de Boston College. Après avoir complété sa première saison à l'université, il est repêché par les Bruins de Boston au 52e rang lors deuxième tour du repêchage d'entrée dans la LNH 1998. 
Il complète ses études puis commence sa carrière professionnelle en 2001-2002 dans la LAH. Il est échangé durant cette saison par les Bruins aux Oilers d'Edmonton contre Sean Brown. Il joue son premier match dans la LNH la saison suivante avec les Oilers. Il signe en 2004 avec les Devils du New Jersey, mais ne joue pas un match avec l'équipe et se retrouve plutôt dans la LAH avec les River Rats d'Albany. Il retourne avec les Bruins en 2006. Des problèmes au dos le forcent à se retirer en 2008.
Durant sa carrière où il a majoritairement joué dans la LAH, il a pris part à 51 rencontres dans la LNH avec les Oilers et les Bruins.

## Statistiques
| Saison     | Équipe                   | Ligue      |    | Saison régulière | Saison régulière | Saison régulière | Saison régulière | Saison régulière |   | Séries éliminatoires | Séries éliminatoires | Séries éliminatoires | Séries éliminatoires | Séries éliminatoires |
| Saison     | Équipe                   | Ligue      | PJ | B                | A                | Pts              | Pun              | PJ               | B | A                    | Pts                  | Pun                  |                      |                      |
| 1997-1998  | Eagles de Boston College | NCAA       | 40 | 7                | 21               | 28               | 49               | -                | - | -                    | -                    | -                    |                      |                      |
| 1998-1999  | Eagles de Boston College | NCAA       | 43 | 9                | 23               | 32               | 34               | -                | - | -                    | -                    | -                    |                      |                      |
| 1999-2000  | Eagles de Boston College | NCAA       | 42 | 4                | 23               | 27               | 40               | -                | - | -                    | -                    | -                    |                      |                      |
| 2000-2001  | Eagles de Boston College | NCAA       | 42 | 5                | 18               | 23               | 30               | -                | - | -                    | -                    | -                    |                      |                      |
| 2001-2002  | Bruins de Providence     | LAH        | 49 | 5                | 10               | 15               | 18               | -                | - | -                    | -                    | -                    |                      |                      |
| 2001-2002  | Bulldogs de Hamilton     | LAH        | 10 | 1                | 6                | 7                | 0                | 14               | 0 | 3                    | 3                    | 6                    |                      |                      |
| 2002-2003  | Bulldogs de Hamilton     | LAH        | 56 | 1                | 12               | 13               | 24               | 23               | 0 | 5                    | 5                    | 10                   |                      |                      |
| 2002-2003  | Oilers d'Edmonton        | LNH        | 1  | 0                | 0                | 0                | 0                | -                | - | -                    | -                    | -                    |                      |                      |
| 2003-2004  | Roadrunners de Toronto   | LAH        | 56 | 5                | 10               | 15               | 18               | 3                | 0 | 2                    | 2                    | 4                    |                      |                      |
| 2004-2005  | River Rats d'Albany      | LAH        | 66 | 5                | 11               | 16               | 20               | -                | - | -                    | -                    | -                    |                      |                      |
| 2005-2006  | River Rats d'Albany      | LAH        | 68 | 4                | 14               | 18               | 28               | -                | - | -                    | -                    | -                    |                      |                      |
| 2006-2007  | Bruins de Providence     | LAH        | 31 | 5                | 13               | 18               | 14               | -                | - | -                    | -                    | -                    |                      |                      |
| 2006-2007  | Bruins de Boston         | LNH        | 31 | 0                | 3                | 3                | 10               | -                | - | -                    | -                    | -                    |                      |                      |
| 2007-2008  | Bruins de Boston         | LNH        | 19 | 0                | 0                | 0                | 2                | -                | - | -                    | -                    | -                    |                      |                      |
| Totaux LNH | Totaux LNH               | Totaux LNH | 51 | 0                | 3                | 3                | 12               | -                | - | -                    | -                    | -                    |                      |                      |

## Trophées et honneurs personnels
- 1997-1998 : nommé dans l'équipe des recrues de Hockey East.
- 1999-2000 : nommé dans la deuxième équipe d'étoiles de Hockey East.
- 2000-2001 :
  - nommé dans la première équipe d'étoiles de la région Est de la NCAA.
  - nommé dans la première équipe d'étoiles de Hockey East.
  - nommé meilleur défenseur défensif de Hockey East.